# Arenostola unicolor
Arenostola unicolor is een vlinder uit de familie uilen (Noctuidae). De wetenschappelijke naam is voor het eerst geldig gepubliceerd in 1914 door Warren.
De soort komt voor in Europa.